# J. A. Preston
James Allen Preston (* 13. November 1932 in Washington, D.C.) ist ein US-amerikanischer Schauspieler.

## Leben
Preston besuchte die Howard University in Washington. Ende der 1960er Jahre kam der afroamerikanische Schauspieler zu einigen Off-Broadway-Theaterauftritten und begann bald darauf seine Karriere in Film und Fernsehen. 
Sein Spielfilmdebüt hatte er 1970 in William Bayers einziger Regiearbeit, dem Drama Mississippi Summer an der Seite von Robert Earl Jones. Es folgten kleine Rollen in Trans-Amerika-Express und Zwei Minuten Warnung. 1976 erhielt er eine der Serienhauptrollen in der kurzlebigen Sitcom Sag das nochmal Darling neben Richard Crenna und Bernadette Peters, die nach 24 Episoden eingestellt wurde. Zwischen 1982 und 1985 stellte er die wiederkehrende Rolle des Ozzie Cleveland in der Krimiserie Polizeirevier Hill Street dar, von 1986 bis 1987 spielte er in neun Folgen von Dallas den Leo Daltry. Größere Spielfilmrollen hatte Preston unter anderem in Remo – unbewaffnet und gefährlich sowie im Fernsehfilm Die Glut der Gewalt.
Schon früh war Preston auf Rollen als Autoritätsperson festgelegt, mit zunehmendem Alter verstärkte sich das Typecasting. Er war häufig als Richter zu sehen, unter anderem in dem Kinofilm Eine Frage der Ehre neben Tom Cruise und Jack Nicholson, aber auch in Serien wie Das A-Team und Chicago Hope – Endstation Hoffnung. Wiederholt spielte er auch hochrangige Offiziere, wie in Air Force One und  Airborne – Flügel aus Stahl. Ab Ende der 1990er-Jahre zog er sich zunehmend aus dem Schauspielgeschäft zurück, 2006 trat er letztmalig für den Film Sweet Deadly Dreams vor die Kamera. Sein filmisches Schaffen umfasst über 85 Film- und Fernsehproduktionen zwischen 1969 und 2006.
Aus seiner 1957 geschlossenen Ehe gingen drei Kinder hervor.

## Filmografie (Auswahl)

### Kino
- 1971: Mississippi Summer
- 1976: Trans-Amerika-Express (Silver Streak)
- 1976: Zwei Minuten Warnung (Two-Minute Warning)
- 1979: Aus dem Leben gegriffen (Real Life)
- 1979: 1998 – Die Vier Milliarden Dollar Show (Americathon)
- 1981: Heißblütig – Kaltblütig (Body Heat)
- 1981: Buana – Die weißen Löwen von Timbawati (The White Lions)
- 1985: Remo – unbewaffnet und gefährlich (Remo Williams: The Adventure Begins)
- 1990: Airborne – Flügel aus Stahl (Fire Birds)
- 1990: Narrow Margin – 12 Stunden Angst (Narrow Margin)
- 1992: Captain Ron
- 1992: Eine Frage der Ehre (A Few Good Men)
- 1997: Contact
- 1997: Air Force One
- 2006: Sweet Deadly Dreams

### Fernsehen
- 1975: All in the Family (Folge 6x03)
- 1975: Die Jeffersons (The Jeffersons, Folge 2x14)
- 1976–1977: Sag das nochmal Darling (All’s Fair, 24 Folgen)
- 1978: Wonder Woman (Folge 2x15)
- 1978: Noch Fragen Arnold? (Diff’rent Strokes, Folge 1x02)
- 1979: Roots – Die nächsten Generationen (Roots: The Next Generations, Miniserie)
- 1979: Hart aber herzlich (Hart to Hart, Folge 1x09 Die Wunderdroge)
- 1980: Das Plutonium Syndrom (The Plutonium Incident, Fernsehfilm)
- 1980: High Noon II (High Noon, Part II: The Return of Will Kane, Fernsehfilm)
- 1982: Unsere kleine Farm (Little House on the Prairie, Folge 8x16)
- 1982: Quincy (Quincy, M. E., Folge 8x01)
- 1982–1985: Polizeirevier Hill Street (Hill Street Blues, 13 Folgen)
- 1984: Trapper John, M.D. (Folge 6x05)
- 1984: Kampf um Yellow Rose (The Yellow Rose, Folge 1x15)
- 1984: T. J. Hooker (Folge 4x09)
- 1986: Hardcastle & McCormick (Hardcastle and McCormick, Folge 3x14)
- 1986: Das Model und der Schnüffler (Moonlighting, Folge 2x13)
- 1986: Magnum (Magnum, P.I., Folge 7x01)
- 1986: Das A-Team (The A-Team, Folge 5x02)
- 1986: Supercat – Die reichste Katze der Welt (The Richest Cat in the World, Fernsehfilm)
- 1986–1987: Dallas (9 Folgen)
- 1987: Tödlicher Verrat (Desperate, Fernsehfilm)
- 1987: 21 Jump Street – Tatort Klassenzimmer (21 Jump Street, Folge 2x07)
- 1987–1988: California Clan (Santa Barbara, 15 Folgen)
- 1988: Simon & Simon (Folge 7x13)
- 1989: In der Hitze der Nacht (In the Heat of the Night, Folge 2x14)
- 1990: Der Nachtfalke (Midnight Caller, 2 Folgen)
- 1990: Nenn mich nicht Nigger … (The Court-Martial of Jackie Robinson, Fernsehfilm)
- 1990: Law & Order (Folge 1x11)
- 1991: Alptraum (Aftermath: A Test of Love, Fernsehfilm)
- 1991: Ein gesegnetes Team (Father Dowling Mysteries, Folge 3x22)
- 1992: Geschichten aus der Gruft (Tales from the Crypt, Folge 4x14)
- 1992–1995: Martin (3 Folgen)
- 1994: Superman – Die Abenteuer von Lois & Clark (Lois & Clark: The New Adventures of Superman, Folge 1x12)
- 1994: Perry Mason – McKenzie und der erpresserische Moderator (A Perry Mason Mystery: The Case of the Lethal Lifestyle, Fernsehfilm)
- 1995: SeaQuest DSV (Folge 2x11)
- 1996: Die Glut der Gewalt (Harvest of Fire, Fernsehfilm)
- 1996: Chicago Hope – Endstation Hoffnung (Chicago Hope, 2 Folgen)
- 1997: Der Sentinel – Im Auge des Jägers (The Sentinel, Folge 2x16)
- 1997: Ein Hauch von Himmel (Touched by an Angel, Folge 3x24)
- 1997: Besucher aus dem Jenseits – Sie kommen bei Nacht (House of Frankenstein, Miniserie, 2 Folgen)
- 1997: Clueless – Die Chaos-Clique (Clueless, Folge 2x09)